# Crazy Ex-Girlfriend
Crazy Ex-Girlfriend è una serie televisiva statunitense composta da quattro stagioni e trasmessa dal 2015 al 2019 su The CW.
La serie è una commedia romantica musicale con protagonista Rachel Bloom, che ne è anche l'ideatrice insieme a Aline Brosh McKenna.

## Trama
Rebecca Bunch è una giovane avvocata di un importante studio legale di New York. Una laurea ad Harvard e Yale e una vita piena di successi professionali non significano per lei la felicità. In un momento di sconforto incontra Josh, una sua vecchia fiamma adolescenziale, il quale sta per tornare nella sua cittadina di origine, in California. Rebecca decide allora di mollare tutto e trasferirsi a West Covina, nella contea di Los Angeles, proprio dove vive Josh. Qui incontrerà Paula, collega nel piccolo studio in cui ha trovato lavoro, e Greg, barman e amico di Josh.

## Episodi
| Stagione         | Episodi | Prima TV USA | Prima TV Italia |
| ---------------- | ------- | ------------ | --------------- |
| Prima stagione   | 18      | 2015-2016    | 2016            |
| Seconda stagione | 13      | 2016-2017    | 2017            |
| Terza stagione   | 13      | 2017-2018    | 2018            |
| Quarta stagione  | 18      | 2018-2019    | 2019            |

## Personaggi e interpreti

### Personaggi principali
- Rebecca Nora Bunch, interpretata da Rachel Bloom
- Joshua "Josh" Felix Chan, interpretato da Vincent Rodriguez III
- Greg Serrano, interpretato da Santino Fontana (stagione 1-2) e Skylar Astin (stagione 4)[9]
- Paula Proctor, interpretata da Donna Lynne Champlin
- Darryl Whitefeather, interpretato da Pete Gardner
- Heather Davis, interpretata da Vella Lovell
- Maria "Valencia" Perez, interpretata da Gabrielle Ruiz
- Joshua "White Josh" Wilson, interpretato da David Hull
- Nathaniel Plimpton III, interpretato da Scott Michael Foster

### Personaggi secondari
- Maya, interpretata da Esther Povitsky
- Mrs Bunch, interpretata da Tovah Feldshuh
- Mrs Hernandez, interpretata da Gina Gallego
- Chris, interpretato da Jacob Guenther
- Hector, interpretato da Erick Lopez
- Padre Brah, interpretato da Rene Gube
- Calvin Young, interpretato da Cedric Yarbrough
- Scott Proctor, interpretato da Steve Monroe
- Dr. Akopian, interpretato da Michael Hyatt
- Weird Karen, interpretata da Stephnie Weir
- Tim, interpretato da Michael McMillian
- Jim, interpretato da Burl Moseley
- Rebecca da bambina, interpretata da Ava Acres
- Kevin, interpretato da Johnny Ray Meeks
- Ben, interpretato da John Yuan
- David, interpretato da Matthew Yuan
- Audra Levine, interpretata da Rachel Grate
- Marty, interpretato da Hunter Stiebel
- Brody, interpretato da Benjamin Simeon
- Lourdes Chan, interpretata da Amy Hill
- Jayma Chan, interpretata da Tess Paras
- Jastenity Chan, interpretata da Coryn Mabalot
- Joseph Chan, interpretato da Alberto Issac
- Tommy Proctor, interpretato da Steele Stebbins
- Marco Serrano, interpretato da Robin Thomas
- Sunil Odhav, interpretato da Parvesh Cheena
- Fantasma Sogno 1, interpretata da Amber Riley
- Fantasma Sogno 2, interpretata da Ricki Lake
- BJ Novak, interpretato da BJ Novak
- Zia Myrna, interpretata da Lea Salonga
- Anna Hicks, interpretata da Brittany Snow
- Castleman, interpretato da Patton Oswalt
- Rabbino Shari, interpretata da Patti LuPone
- Patrick, interpretato da Seth Green
- Robert Donnelly, interpretato da Adam Kaufman
- George, interpretato da Danny Jolles

## Produzione

### Sviluppo
La serie era stata inizialmente sviluppata per Showtime, ma dopo aver visionato l'episodio pilota, la rete decise di non ordinare la serie. Venne presa dalla The CW il 7 maggio 2015, per la stagione televisiva 2015-2016. La serie venne ampiamente rielaborata per la rete, espandendo il formato dello show da mezz'ora a un'ora intera e regolando il contenuto per il broadcast a differenza dell'episodio pilota originale pensato per una televisione a pagamento. Ciò includeva l'omissione che Rebecca avesse avuto un aborto prima delle vicende raccontate nella serie. Il 5 ottobre 2015, poco prima della première della serie, The CW ha pubblicato un ordine di cinque script aggiuntivi. Il 23 novembre 2015, la CW ha ordinato altri cinque episodi, innalzando il totale della prima stagione a 18 episodi.
L'11 marzo 2016, la serie venne rinnovata per una seconda stagione, trasmessa dal 21 ottobre 2016 al 3 febbraio 2017.
L'8 gennaio 2017, The CW ha rinnovato la serie per una terza stagione, che è stata trasmessa dal 16 ottobre 2017 al 16 febbraio 2018.
Il 2 aprile 2018, The CW ha rinnovato la serie per una quarta stagione. Successivamente Rachel Bloom, interprete di Rebecca ha annunciato su Twitter che sarebbe stata l'ultima. La quarta stagione, composta da 18 episodi, è stata trasmessa negli Stati Uniti dal 12 ottobre 2018 al 5 aprile 2019.

### Casting
Il 30 settembre 2014, Santino Fontana, Donna Lynne Champlin, Vincent Rodriguez III e Michael McDonald si erano uniti insieme a Rachel Bloom nel cast regolare della serie. Con il passaggio a The CW, la serie subì alcune modifiche al cast, in particolare con McDonald che lasciò la serie. Poco dopo, Vella Lovell e Pete Gardner furono aggiunti al cast regolare; con Lovell nel ruolo di Heather; e Gardner in sostituzione di McDonald nel ruolo di Darryl, il nuovo capo di Rebecca.
Il 23 maggio 2016, venne annunciato che Gabrielle Ruiz, interprete di Valencia, era stata promossa nel cast regolare della seconda stagione. Nel novembre 2016, venne annunciato che Santino Fontana avrebbe lasciato la serie, con il quarto episodio della seconda stagione.
Il 5 aprile 2017, venne annunciato che David Hull e Scott Michael Foster, che interpretano rispettivamente White Josh e Nathaniel, erano stati promossi nel cast regolare della terza stagione.

## Temi

### Malattia mentale
Probabilmente il tema ricorrente più importante di Crazy Ex-Girlfriend è il ritratto della malattia e del trattamento mentale. Questo aspetto ha raccolto numerosi elogi sia in tutto il mondo del cinema che della televisione e all'interno del fandom dello show. Psychology Today ha anche riconosciuto e lodato questo aspetto dello spettacolo.
Oltre alla valutazione psicologica e allo sviluppo di Rebecca, altri personaggi principali sono similmente raffigurati come vittime di traumi psicologici che influenzano le loro personalità e relazioni. Tali personaggi includono Valencia, Paula, Darryl, Greg, Nathaniel, Scott e Heather.
Ciò ha anche ispirato il fandom dello show a impegnarsi in discussioni sulla malattia mentale, in particolare per quanto riguarda gli stigmi sociali e il trattamento di tali malattie.

### La sessualità femminile e il sistema riproduttivo
Un'altra caratteristica distintiva della serie è la sua schietta rappresentazione della sessualità femminile e del sistema riproduttivo, che fungono entrambi da fonte dell'umorismo rabbioso dello show. Nella serie, entrambi gli argomenti sono ampiamente normalizzati nella conversazione. In particolare, i personaggi femminili sono ritratti come sessualmente liberati e senza vergogna della loro sessualità. Nel secondo episodio della terza stagione "To Josh, With Love.", i personaggi hanno discussioni sincere e oneste riguardanti la sessualità femminile e la stimolazione del clitoride.
Il sistema riproduttivo riceve lo stesso trattamento. Le mestruazioni e le malattie associate all'anatomia femminile sono spesso discusse senza giudizio, meglio evidenziate quando Paula ha abortito nella seconda stagione e i suoi amici e familiari si sono concentrati sull'impatto emotivo della sua decisione, piuttosto che metterla in discussione o vergognarla.

### Genitorialità
La genitorialità è uno dei temi principali rappresentati nello spettacolo, dal momento che molte personalità di diversi personaggi principali sono plasmate dagli atteggiamenti disattenti, freddi e distanti dei loro genitori. In particolare, Rebecca, Paula, Nathaniel, Darryl e Greg sono tutti influenzati dai genitori che manifestano questi comportamenti. La madre eccessivamente critica e prepotente di Rebecca e il padre negligente hanno avuto un impatto notevole sul suo senso di sé e sull'autostima. Al contrario, sia i padri di Paula sia quelli di Nathaniel hanno rivelato di essere stati emotivamente violenti, con il risultato sia del complesso di inferiorità di Nathaniel sia della mancanza di autostima di Paula. La madre assente di Greg dopo il divorzio dei suoi genitori lo portò a risentirla e aiutò Greg a sviluppare la sua personalità cinica.
All'estremo opposto di questo spettro c'è il modo in cui i genitori di Heather l'hanno cresciuta. I genitori di Heather erano molto attenti, affettuosi e solidali al punto che la coccolavano e non la incoraggiavano mai a fare qualcosa di se stessa. Questo alla fine portò Heather a sviluppare una personalità pigra, senza meta, priva di entusiasmo e un po' apatica, a dimostrazione della complessità della genitorialità.

## Colonna sonora
Ogni episodio della serie contiene dai 2 a 4 brani originali cantati dai diversi personaggi protagonisti, specialmente da Rebecca.
Alcune delle canzoni dello show sono state registrate due volte, in modo da avere una versione pulita e una versione esplicita. Le versioni esplicite sono pubblicate sul canale YouTube della Bloom.
La colonna sonora della prima stagione è stata pubblicata il due volumi; il primo, pubblicato il 19 febbraio 2016, contiene le prime 8 canzoni della stagione, mentre il secondo, pubblicato il 20 maggio 2016, contiene le restanti 10 canzoni della stagione.
Per la seconda stagione, le canzoni sono state rilasciate come singoli il giorno della loro messa in onda originale, mentre la colonna sonora è stata pubblicata il 3 marzo 2017.
Tutte le canzoni della terza stagione sono state pubblicate come singoli dopo la loro messa in onda, con l'eccezione di "The End of the Movie" di Josh Groban, apparsa nel quarto episodio "Josh's Ex-Girlfriend Is Crazy.". L'album completo viene rilasciato a luglio 2018.
Anche per la quarta ed ultima stagione esce la colonna sonora, pubblicata ad agosto 2019.

### Versione italiana
Nella versione italiana, le canzoni cantate da Rebecca sono interpretate da Renata Fusco.

## Distribuzione in Italia
In Italia, la serie viene interamente distribuita su Netflix.
- Stagione 1: 31 dicembre 2016
- Stagione 2: 2 ottobre 2017
- Stagione 3: 30 settembre 2018[90]
- Stagione 4: 30 settembre 2019

La serie viene trasmessa anche in chiaro su Rai 2, che ha mandato in onda la prima stagione dal 14 giugno 2018 alle 23:15.
La seconda stagione viene trasmessa su Rai 2 a ottobre 2020.

## Accoglienza

### Ascolti
| Stagione | Messa in onda      | Episodi | Inizio          | Inizio         | Fine             | Fine           | Stagione televisiva | Posizione | Spettatori generali | Spettatori generali |
| Stagione | Messa in onda      | Episodi | Data            | Telespettatori | Data             | Telespettatori | Stagione televisiva | Posizione | Telespettatori      | Rating (18-49 anni) |
| -------- | ------------------ | ------- | --------------- | -------------- | ---------------- | -------------- | ------------------- | --------- | ------------------- | ------------------- |
| 1        | Lunedì alle 20:00  | 18      | 12 ottobre 2015 | 0.90           | 18 aprile 2016   | 0.82           | 2015-2016           | 195       | 1.03                | 0.4                 |
| 2        | Venerdì alle 21:00 | 13      | 21 ottobre 2016 | 0.53           | 3 febbraio 2017  | 0.58           | 2016-2017           | 164       | 0.75                | 0.3                 |
| 3        | Venerdì alle 20:00 | 13      | 13 ottobre 2017 | 0.62           | 16 febbraio 2018 | 0.60           | 2017-2018           | 206       | 0.80                | 0.3                 |

### Critica
La serie è stata acclamata dalla critica, che ne ha apprezzato la sceneggiatura, i momenti musicali e la performance della Bloom.
Margaret Lyons del New York Times ha scelto la serie come una delle sue scelte per i migliori programmi TV del 2017. Lo spettacolo è stato anche elencato tra i migliori spettacoli del 2017 da numerosi critici di Variety, USA Today, The A.V. Club, The Guardian, The Independent, Business Insider, Paste, The Daily Beast, NPR, Pittsburgh Post-Gazette e Vulture, tra gli altri. Alcuni dei critici di rilievo includono James Poniewozik e Maureen Ryan.

### Prima stagione
La prima stagione è stata accolta molto positivamente dalla critica. Sull'aggregatore di recensioni Rotten Tomatoes ha un indice di gradimento del 97% con un voto medio di 7,67 su 10, basato su 58 recensioni. Il commento del sito recita: "I numeri musicali vivaci e una guida energica e rinfrescante, Rachel Bloom, rendono Crazy Ex-Girlfriend un affascinante ed eccentrico commento sui rapporti umani". Su Metacritic, invece, ha un punteggio di 78 su 100, basato su 23 recensioni.

### Seconda stagione
La seconda stagione è stata acclamata dalla critica. Sull'aggregatore di recensioni Rotten Tomatoes ha un indice di gradimento del 100% con un voto medio di 9 su 10, basato su 15 recensioni. Il commento del sito recita: "Crazy Ex-Girlfriend rimane deliziosamente strana, coinvolgente e persino più coraggiosa e sicura". Su Metacritic, invece, ha un punteggio di 86 su 100, basato su 8 recensioni.

### Terza stagione
Anche la terza stagione è stata acclamata dalla critica. Sull'aggregatore di recensioni Rotten Tomatoes ha un indice di gradimento del 95% con un voto medio di 9 su 10, basato su 22 recensioni. Il commento del sito recita: "La terza e coraggiosa stagione di Crazy Ex-Girlfriend raddoppia la follia, con un'esplorazione compassionevole e avvincente della malattia mentale tanto onesta quanto esilarante".

## Riconoscimenti

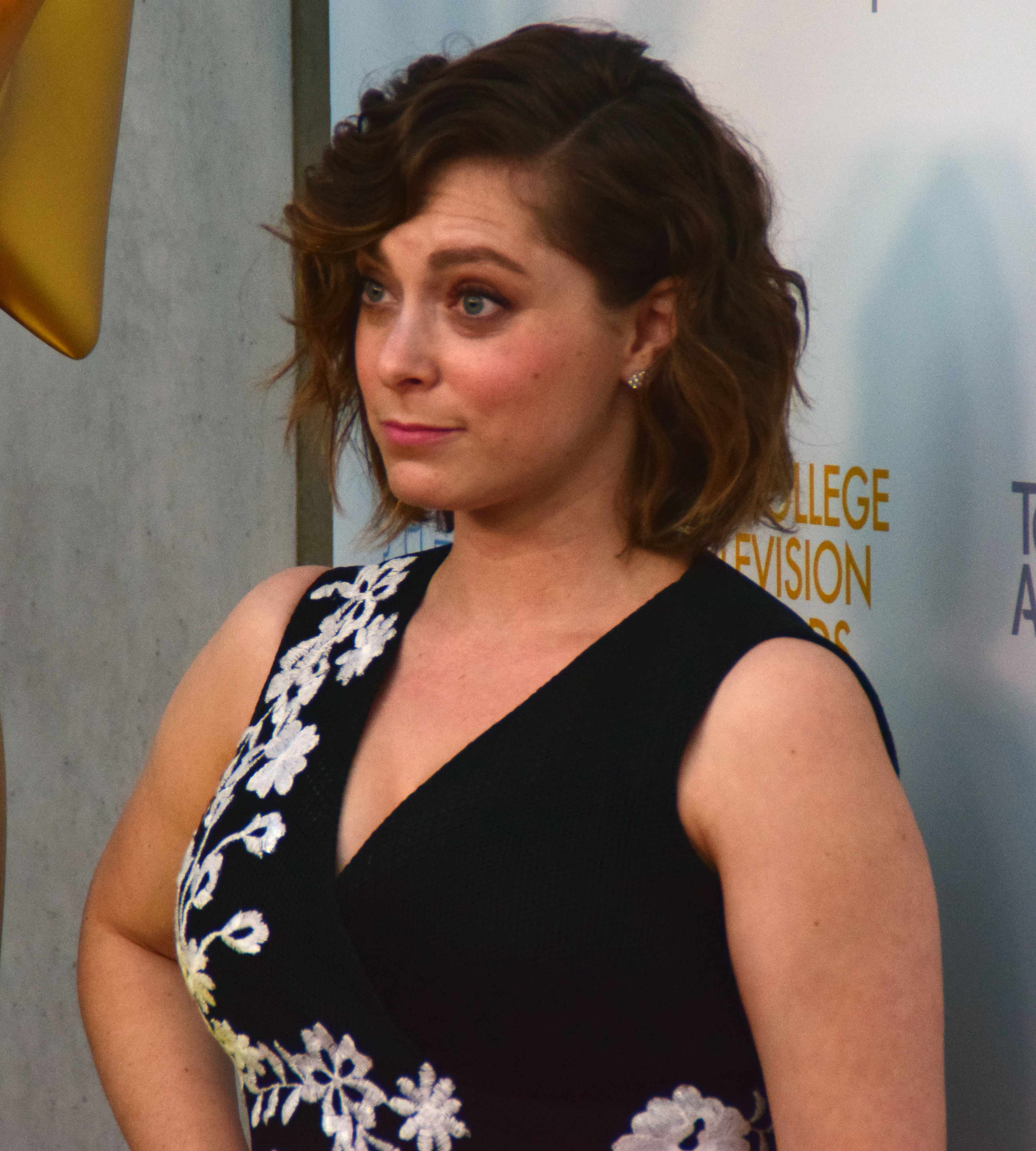
Oltre ad esser stata lodata dalla critica, l'interpretazione di Rachel Bloom ha vinto 3 premi su 10 candidature (tra cui un Golden Globe nel 2016)

La serie ha vinto 10 premi su 37 nomination.

### 2016
4 candidature ai Premi Emmy 2016 (2 vinti)
1 candidatura ai Critics' Choice Awards 2016 (vinto)
1 candidatura ai Dorian Awards 2016
2 candidature ai Gold Derby Awards
1 candidatura ai Golden Globe 2016 (miglior attrice in una serie commedia o musicale a Rachel Bloom) (vinto)
1 candidatura ai Gotham Awards 2016 (vinto)
1 candidatura ai HMMA Awards
2 candidature ai OFTA Awards
1 candidatura ai People's Choice Awards 2016
4 candidature ai Poppy Awards
3 candidature ai TCA Award (1 vinto)
1 candidatura ai Young Artist Awards 2016

### 2017
- 1 candidatura ai Premi Emmy 2017[129]
- 1 candidatura ai Artios Awards (vinto)[130]
- 1 candidatura ai Dorian Awards 2017[124]
- 1 candidatura ai GLAAD Media Awards 2017[131]
- 2 candidature ai Gold Derby Awards[132]
- 1 candidatura ai Golden Globe 2017[133]
- 1 candidatura ai Golden Reel Award[134]
- 2 candidature ai Gracie Awards (vinti)[135]
- 1 candidatura ai Hollywood Music in Media Awards[136]
- 1 candidatura ai Women's Image Network Awards (vinto)[137]

### 2018
- 1 candidatura agli Eddie Awards[138]
- 1 candidatura ai GLAAD Media Awards 2018[139]
- 1 candidatura ai TCA Award[140]